# Ли Чуньян
Ли Чунья́н (кит. упр. 李春阳, пиньинь Lǐ Chūnyáng, р.2 февраля 1968) — китайский гимнаст, чемпион мира и призёр Олимпийских игр.

## Биография
Ли Чуньян родился в 1968 году в Шаньтоу провинции Гуандун. С 1976 года начал заниматься гимнастикой в местной любительской спортшколе, в 1979 году вошёл в сборную провинции, в 1983 — в национальную сборную. В 1988 году принял участие в Олимпийских играх в Сеуле, но медалей не завоевал.
В 1989 и 1991 годах Ли Чуньян завоевал золотые медали чемпионатов мира в упражнениях на перекладине, а в 1992 году на Олимпийских играх в Барселоне стал обладателем серебряной медали в составе команды.